# Bambouk

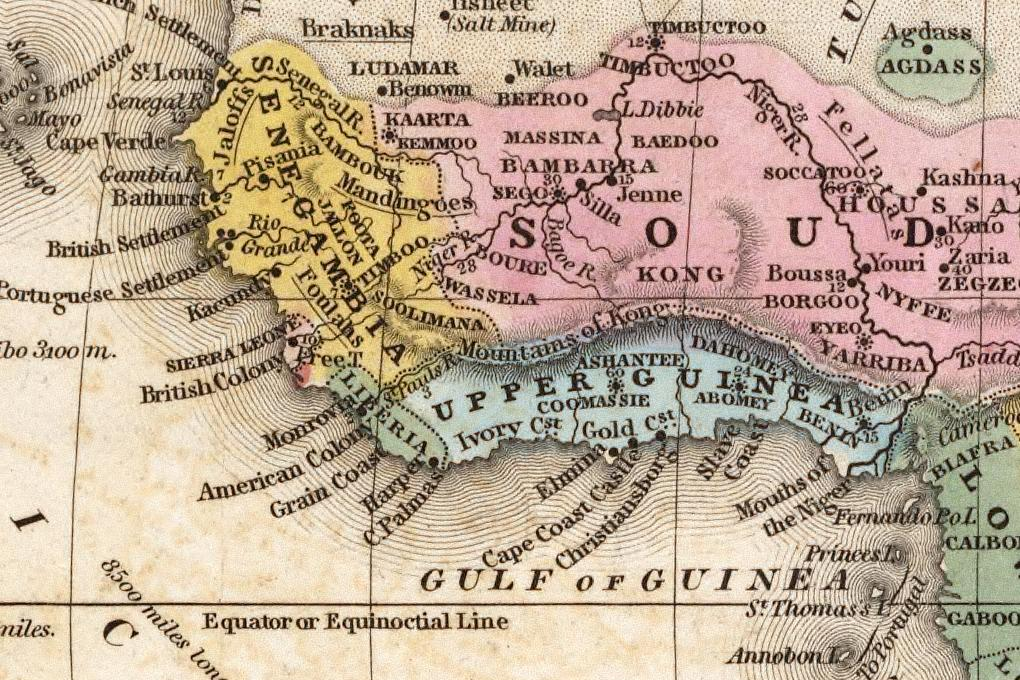
Karta över Västafrika från 1839 med Bambouk utmärkt.

Bambouk eller Bambuk är ett område Franska Västafrika i dagens Mali, i vinkeln mellan Senegal och Falémé.
Befolkningen utgörs främst av mandinko, området är rikt på guld, koppar och järnförekomster.